# 西安经开第二中学
西安市经开第二中学（英语：Xi'an JingKai No.2 Middle School），简称经开二中，经发中学，是位于中华人民共和国陕西省西安市高陵区的一所完全中学，于2006年建立。受西安市经开区教育局管理。該學校由西安经发集团投资，现任校长李勇杰。